# Piz Gloria

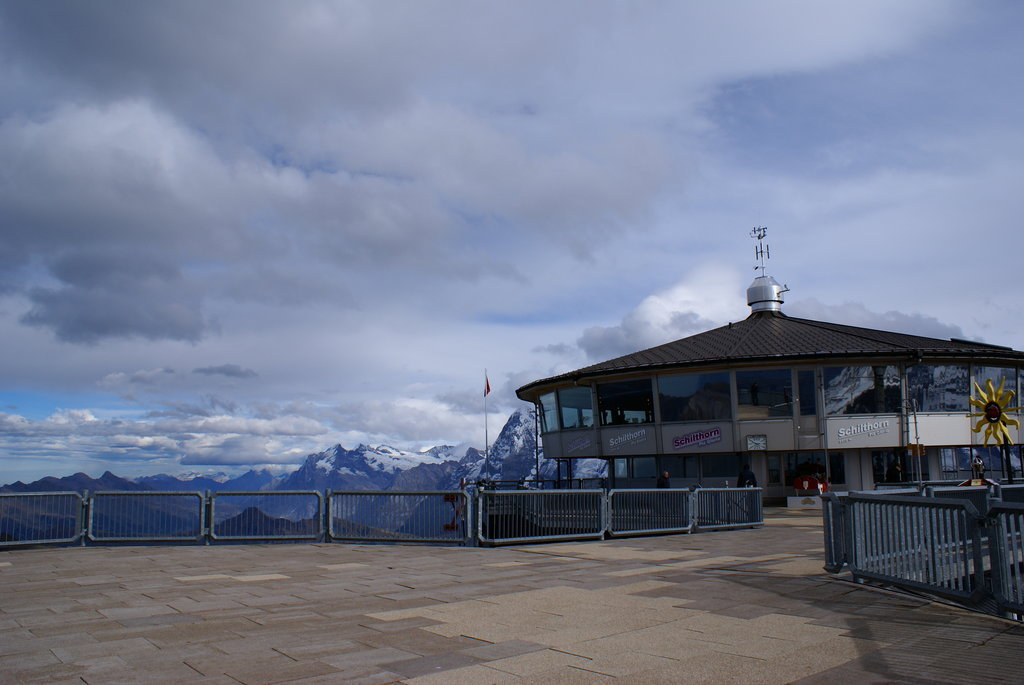
El restaurant rotatori Piz Gloria

Piz Gloria és un restaurant panoràmic situat situat al cim del Schilthorn, en el cantó de Berna a Suïssa. És situat a una altitud de 2.970 m. L'accés al cim només es pot fer per telefèric. Aquest i el restaurant van ser construïts per un arquitecte bernès, Konrad Wolf. Quan es va construir, el 1969, el restaurant va ser el primer que girava a tot el món.

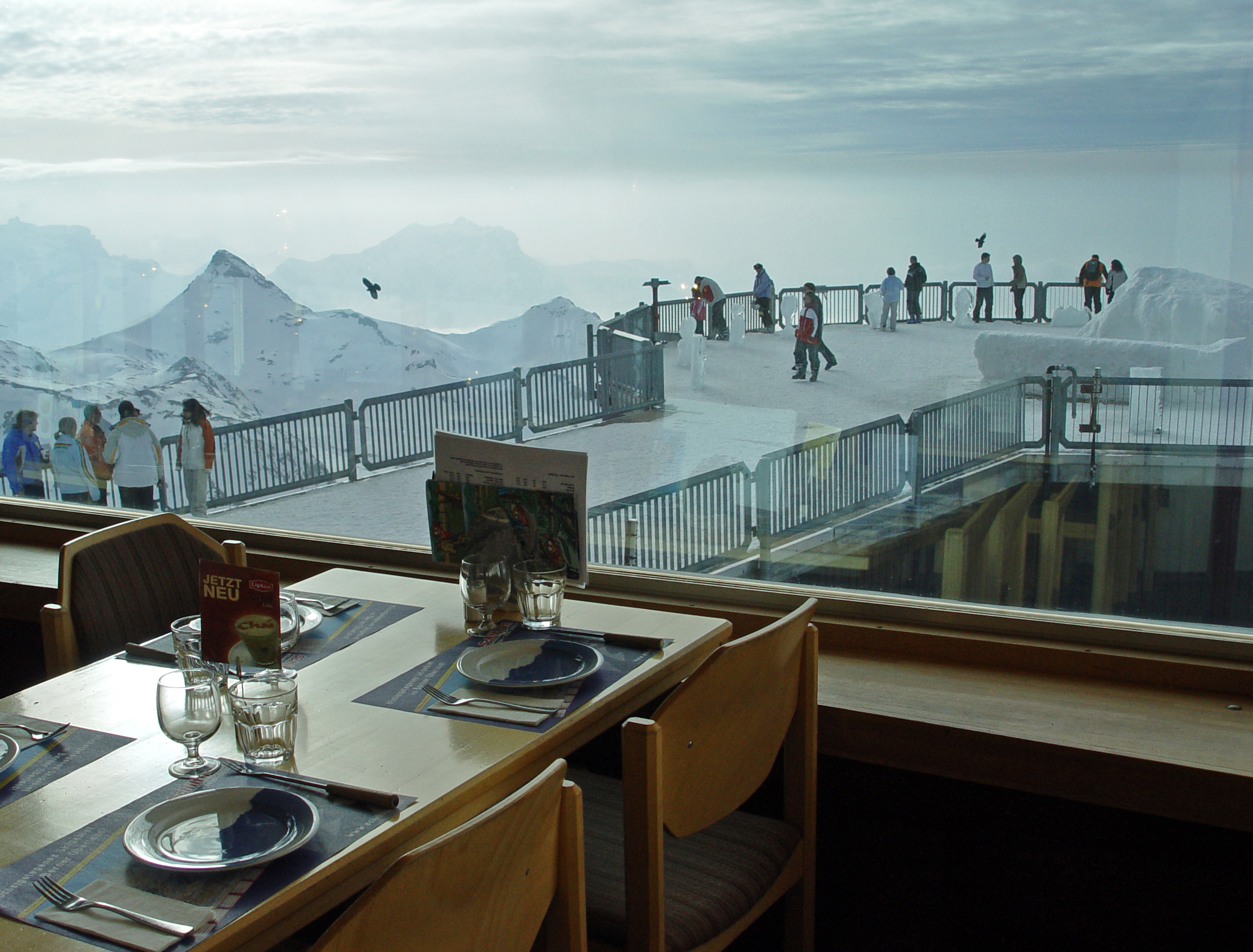
Vista de la terrassa des del restaurant

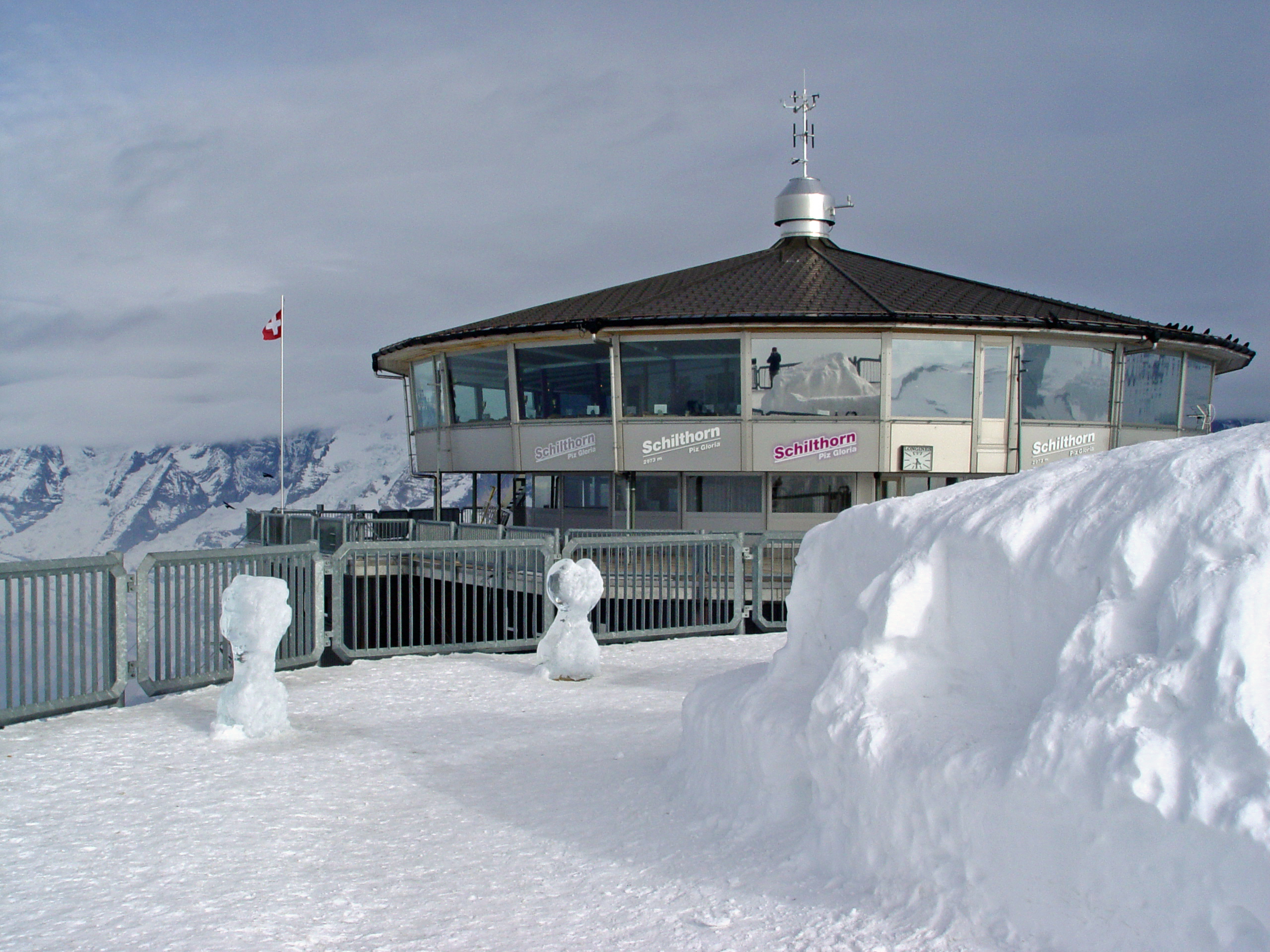
La terrassa coberta de neu

Actualment, el restaurant que gira el més alt al món és el Metro alpin situat a una altitud de 3.500 m. Al cim del Saas-Fee, al Valais a Suïssa. Suïssa compta un tercer restaurant giratori, més recent. És situat en el cim del Leysin en el cantó de Vaud anomenat Le Kuklos.
Per les difícils condicions de treball, les unitats de construcció van ser en gran part prefabricades. El revestiment exterior del pis superior completament vidriat és revestit de plafons d'alumini recoberts de fusta, tot i que originàriament va ser una teulada d'alumini.
El restaurant panoràmic és considerat com una obra pionera en la infraestructura del turisme i testimonia l'esperit dels anys 1960. Ha estat ampliat als voltants de 1990 per permetre servir fins a 400 dinars, però ha conservat el seu caràcter original.
El mecanisme de rotació funciona de tal manera que tots els convidats tenen una vista sobre l'exterior. Es tracta d'un anell de 3 m. situat al voltant d'un nucli de 12 m. L'anell efectua una rotació completa en una hora aproximadament gràcies a l'energia solar.
En una novel·la de James Bond: 007 al servei secret de Sa Majestat, Blofeld té el seu cau en el cim d'una muntanya en un edifici anomenat Piz Gloria. L'edifici de Schilthorn encaixava perfectament als productors de la pel·lícula. La Productora del film va contribuir financerament a l'acabament del restaurant a canvi d'un dret d'utilització exclusiva durant la durada del rodatge. El restaurant va conservar el nom de Piz Gloria i deu en gran part la seva reputació a James Bond. El pis inferior del restaurant acull una exposició artística consagrada a James Bond amb vídeos de la pel·lícula.
L'accés al restaurant és en telefèric que surt de Stechelberg, situat a 867 m. d'altitud, a 75 km de Berna i a 18 km d'Interlaken. Es tracta del telefèric amb més pendent del món. L'ascensió dura 30 min. al llarg d'una paret quasi vertical. El telefèric salva una desnivell total de 2.103 m. en quatre etapes (Stechelberg — Gimmelwald — Mürren — Birg — Schilthorn), recorrent aproximadament 7.000 m. de cable.